# ジャボデベックLRT
ジャボデベックLRT（インドネシア語: Lintas Rel Terpadu Jabodebek、旧称: Greater Jakarta LRT）は、インドネシアの首都であるジャカルタ都市圏と西ジャワ州に隣接する地域を結ぶライトレール（LRT）である。クレタ・アピ・インドネシア（KAI）によって運営されている。当路線は、ジャカルタ中心部とボゴール、デポック、ブカシといった郊外都市を結んでおり、その頭文字からジャボデベックと呼ばれている。
ジャボデベックLRTは当初2019年に開業予定であったが、COVID-19パンデミックなどによる度重なる遅延により運行開始が遅れ、2023年8月28日に開業した。

## 歴史

### 建設背景
ジャボデベックLRT計画は、ジャカルタの道路交通渋滞の解消を目的としている。LRTの北部区間は、中止されたジャカルタモノレールプロジェクトに代わるものとして取り込まれた。ジャカルタのモノレールプロジェクトは2000年代初頭から進行しており、2004年から建設開始されたが資金調達がうまくいかず行き詰まりを見せることになる。2005年に最初の支柱が建設されたが翌年には未完成のままで放置され、幹線道路を塞いだままで2008年に計画が凍結された。グリーンラインとブルーラインの2つの環状線を含むモノレールの路線網は、ジャカルタ中心部のショッピングモールを結ぶだけで、交通インフラを切実に必要としているジャカルタ郊外に接続しないため、通勤利用者にとって有用ではないという批判を浴びた。交通専門家は、モノレール計画は交通問題を解決するものではなく、観光客の目新しい乗り物としてしか機能しないと判断した。通勤インフラの必要性に応えるため、PT Adhi Karyaを中心とする5つの国営企業からなる事業複合体は、ジャカルタを横断するチブブール - カワン - クニンガンとブカシ - カワンを結ぶ39.036 kmのモノレール路線を立案した。この路線は、PTジャカルタ・モノレールが当初計画していたグリーンラインとブルーラインをジャカルタ郊外のチブブールとブカシに接続するものであった。

### LRTへの計画変更
2013年にジャカルタモノレールプロジェクトの建設計画が再開された。しかし、2014年半ばに開発/運営会社のPTジャカルタモノレールとジャカルタ首都特別州との間で、車両基地の土地取得と駅の設計をめぐって意見の相違が生じ計画は停滞した。意見の相違を受けて、2015年までにジャカルタ首都特別州はPTジャカルタモノレールとの契約を解除し、完全にモノレール計画は撤回された。代わりにLRTを建設されるために転用された。モノレールからLRT（ライトレール）への計画切り替えは、いくつかの考慮事項に基づいている。モノレール車両と比較して、LRTは車両定員が多く、ポイント切替がより簡単で、メンテナンスコストが安価であることから採用を決定した。

### 度重なる延期と事故
2015年9月に日本と中国が受注を競ったジャカルタ―バンドン間のインドネシア高速鉄道の建設が中国案で決定した。予算の圧縮と土地収用期間の短縮のため、ジャカルタ側の始発駅が都心のドゥクアタスから東ジャカルタ市のハリムに変更されることなり、ジャカルタ中心部からハリムまで結ぶ交通手段の整備が必要不可欠であった。そのためLRTの建設を進めていくことになり、ジョコ・ウィドド大統領の大統領令2015年第98号に則りジャボデベックLRTの建設が始まることとなった。
土木工事は国営建設会社アディカルヤ、信号・通信を国営信号会社LEN、車両を国営車両会社INKAがそれぞれ担当する。2018年末～2019年初頭の開業を目指して2015年9月に着工した。インドネシアの主要な国内銀行と海外の銀行が資金提供し、中央政府も参画する官民連携プロジェクト(PPP)に位置づけられたが、融資契約が成立したのは着工から2年後の2017年であった。ジョコ・ウィドド大統領の任期にあわせて4年間の突貫工事で行われた。短すぎる納期や費用の膨大化などにより延期が続き、2021年10月25日に衝突事故が発生することなった。

### 開業へ
試乗は、2023年7月12日に開始した。同月25日から政府関係者やメディア向けの試乗を再開し、一般向けの試乗は29日以降に延期することとなった。2023年8月28日に第一期区間が開業した。独立記念日の翌日となる8月18日の開業が予定されていたが、運行システムなどに問題が見つかり、当初の予定より遅れての開業となった。インドネシア運輸省は、2024年2月末までは運賃を割引し、自家用車の利用から当路線の利用切り替えを促すことを発表した。

## 路線
2015年、インドネシア内閣官房長官が3本のライトレールを建設する計画を承認し発表した。総投資額は23.8兆ルピア（18億米ドル）に達すると推定される。
- チブブール線（ドゥク・アタス - ハルジャムクティ）（計画当初はカワン - ハルジャムクティ）
- ブカシ線（ドゥク・アタス - ジャティムリャ）（計画当初はカワン - ジャティムリャ）

ドゥク・アタス - カワン、カワン - ハルジャムクティ、カワン - ジャティムリヤの3区間が建設されるが、系統上は2路線であり、ドゥク・アタス – カワン間は線路・駅施設を共有する。
計画段階では、スカルノ・ハッタ国際空港への延伸が考案されたが、当路線の建設に関わる大統領令には含まれていない。

### 第一段階
建設は、ブカシ線(2号線)の全駅（カワン - ジャティムリャ）、 チブブール線(1号線)の一部区間（チブブール - カワン - バラナンシアン）、および共有区間(3号線)の(カワン - ドゥク・アタス - スナヤン)で構成されている。建設費用は11.9兆ルピア（約9億360万米ドル）となる。全長は43.3キロメートル（26.9マイル）で、全18駅で構成される。
2021年8月には、工事の進捗率は86.57%に達した。（チブブール - カワン間で93.88%、カワン - ドゥク・アタス間で86.87%、カワン - 東ブカシ間で91.58%）。一般向けに試乗が行われ、ジャカルタMRTと同様に、2023年7月12日に開始され、2023年8月17日に営業運転が開始される予定となっている。試乗は7月17日まで続き、その後ソフトウェア更新のために中断された。

### 第二段階
第二段階では、1号線を南のチブブールからボゴール・バラナンシアンまで延長し、反対側では、ドゥク・アタスからパルメラとスナヤンまで延長する予定です。現在は計画段階である。

## 路線概要
ジャボデベックLRTは、チブブール線（チブブールからドゥク・アタスまで）の24.8キロメートル（15.4マイル）、ブカシ線（チャワンからブカシまで）の18.5キロメートル（11.5マイル）、延長線（ボゴールからスカルノ・ハッタまで）の85.9キロメートル（53.4マイル）を含む、130.4キロメートル（81.0マイル）以上に及ぶ予定である。

計画時の路線図
ジャボデベックLRTの路線図

| 路線名・ナンバリング | 建設段階 | 開業日        | ターミナル                          | 駅数   | 営業距離          | 車両基地 |
| 運行中               | 運行中   | 運行中        | 運行中                              | 運行中 | 運行中            | 運行中   |
| -------------------- | -------- | ------------- | ----------------------------------- | ------ | ----------------- | -------- |
| チブブール線         | 1        | 2023年8月28日 | チブブール ドゥク・アタス           | 12     | 24.8 km (15.4 mi) | 東ジャワ |
| ブカシ線             | 1        | 2023年8月28日 | カワン ベカシ                       | 7      | 18.5 km (11.5 mi) | 東ジャワ |
| 計画中               |          |               |                                     |        |                   |          |
| ボゴール線           | 2        | 未定          | チブブール ボゴール・バラナンシアン | 未定   | 40.0 km (24.9 mi) | 未定     |
| スカルノハッタ線     | 2        | 未定          | ドゥク・アタス スカルノ・ハッタ     | 未定   | 45.2 km (28.1 mi) | 未定     |

- 計画時の路線図
- ジャボデベックLRTの路線図

## 乗降客数
当路線の開業日に6,475人の旅客を輸送し、開業後4日以内に96,426人の乗降者数を記録した。9月13日までに乗客数は62万人を超えた。インドネシア運輸省は、短期的には1日当たり乗客数を12万人、中期的には50万人という目標を設定した。9月16日には、運行時間が延長され、1日の運行本数が158本から202本に増加した。しかし5000ルピアのプロモーション料金の終了と、全31編成のうち15編成の保守作業に入ることにより運用数の減少により、乗客数は10月中旬には34,382人にまで減少した。
ジャボデベックLRTは、通常運賃になったにも関わらず、2024年には利用者数がさらに増加する見込みとなっている。平日は1日当たり45,287人、週末は1日あたり29,592人の利用者を記録している。ジャボデベックLRTは、運行開始からまだ1年も経っていないにもかかわらず、すでに1,000万人以上の乗客を輸送している。運行開始当初にいくつかの問題が発生し、列車の運行が制限された。
2024年7月、ジャボデベックLRTの月間利用者数は新記録を樹立し、わずか1か月間で200万人を超え、開業以来最大の利用者数を記録した。

## 車両

### 概要
ジャボデベックLRTは PT INKAが製造した車両が運行されている。当形式はパレンバンLRTの車両をベースに改良された形式となっている。当形式の製造契約は2018年1月18日に締結された。6両×31編成を発注し全部で186両となっている。
第三軌条を通じて電力が供給され、軌間幅は1,435 mmの標準軌である。各車両は通常状態で最大740人の乗客を運ぶことができ、混雑時では最大1,300 - 1,500人を運ぶ輸送力がある塗装は赤色、黒色、白色の組み合わせとなっている。ドア上には車内案内表示装置(LCD)が設置されている。台車に初めてインサイドフレーム式を採用するなど、CAFの設計思想が多く取り込まれている。制御機器を中心とする駆動系はCAF製、自動運転などの信号システムはシーメンス製である。一部の部品は日本メーカー製を採用されている。
第一編成は、2019年10月8日にINKA マディウン工場から落成し、2019年10月11日に陸路輸送によってジャカルタに到着した。2019年10月13日、ハルジャムクティ駅への車両の引き上げ作業に、ルフット・ビンサール・パンジャイタン海事担当調整大臣とブディ・カルヤ・スマディ運輸大臣が立ち会った。
保安装置としてCBTCが採用されており、GoA レベル3での自動運転が行われている。

#### 編成表
|          | 編成       |            |            |             |             |             |
| 号車     | 1 (Mc)     | 2 (M)      | 3 (T)      | 4(T)        | 5 (M)       | 6 (Mc)      |
| TS1編成  | K1 1 19 01 | K1 1 19 02 | K1 1 19 03 | K1 1 19 04  | K1 1 19 05  | K1 1 19 06  |
| TS2編成  | K1 1 19 07 | K1 1 19 08 | K1 1 19 09 | K1 1 19 10  | K1 1 19 11  | K1 1 19 12  |
| TS3編成  | K1 1 19 13 | K1 1 19 14 | K1 1 19 15 | K1 1 19 16  | K1 1 19 17  | K1 1 19 18  |
| TS4編成  | K1 1 19 19 | K1 1 19 20 | K1 1 19 21 | K1 1 19 22  | K1 1 19 23  | K1 1 19 24  |
| TS5編成  | K1 1 20 01 | K1 1 20 02 | K1 1 20 03 | K1 1 20 04  | K1 1 20 05  | K1 1 20 06  |
| TS6編成  | K1 1 20 07 | K1 1 20 08 | K1 1 20 09 | K1 1 20 10  | K1 1 20 11  | K1 1 20 12  |
| TS7編成  | K1 1 20 13 | K1 1 20 14 | K1 1 20 15 | K1 1 20 16  | K1 1 20 17  | K1 1 20 18  |
| TS8編成  | K1 1 20 19 | K1 1 20 20 | K1 1 20 21 | K1 1 20 22  | K1 1 20 23  | K1 1 20 24  |
| TS9編成  | K1 1 20 25 | K1 1 20 26 | K1 1 20 27 | K1 1 20 28  | K1 1 20 29  | K1 1 20 30  |
| TS10編成 | K1 1 20 31 | K1 1 20 32 | K1 1 20 33 | K1 1 20 34  | K1 1 20 35  | K1 1 20 36  |
| TS11編成 | K1 1 20 37 | K1 1 20 38 | K1 1 20 39 | K1 1 20 40  | K1 1 20 42  | K1 1 20 42  |
| TS12編成 | K1 1 20 43 | K1 1 20 44 | K1 1 20 45 | K1 1 20 46  | K1 1 20 47  | K1 1 20 48  |
| TS13編成 | K1 1 20 49 | K1 1 20 50 | K1 1 20 51 | K1 1 20 52  | K1 1 20 53  | K1 1 20 54  |
| TS14編成 | K1 1 20 55 | K1 1 20 56 | K1 1 20 57 | K1 1 20 58  | K1 1 20 59  | K1 1 20 60  |
| TS15編成 | K1 1 20 61 | K1 1 20 62 | K1 1 20 63 | K1 1 20 64  | K1 1 20 65  | K1 1 20 66  |
| TS16編成 | K1 1 20 67 | K1 1 20 68 | K1 1 20 69 | K1 1 20 70  | K1 1 20 71  | K1 1 20 72  |
| TS17編成 | K1 1 20 73 | K1 1 20 74 | K1 1 20 75 | K1 1 20 76  | K1 1 20 77  | K1 1 20 78  |
| TS18編成 | K1 1 20 79 | K1 1 20 80 | K1 1 20 81 | K1 1 20 82  | K1 1 20 83  | K1 1 20 84  |
| TS19編成 | K1 1 20 85 | K1 1 20 86 | K1 1 20 87 | K1 1 20 88  | K1 1 20 89  | K1 1 20 90  |
| TS20編成 | K1 1 20 91 | K1 1 20 92 | K1 1 20 93 | K1 1 20 94  | K1 1 20 95  | K1 1 20 96  |
| TS21編成 | K1 1 20 97 | K1 1 20 98 | K1 1 20 99 | K1 1 20 100 | K1 1 20 101 | K1 1 20 102 |
| TS22編成 | K1 1 21 01 | K1 1 21 02 | K1 1 21 03 | K1 1 21 04  | K1 1 21 05  | K1 1 21 06  |
| TS23編成 | K1 1 21 07 | K1 1 21 08 | K1 1 21 09 | K1 1 21 10  | K1 1 21 11  | K1 1 21 12  |
| TS24編成 | K1 1 21 13 | K1 1 21 14 | K1 1 21 15 | K1 1 21 16  | K1 1 21 17  | K1 1 21 18  |
| TS25編成 | K1 1 21 19 | K1 1 21 20 | K1 1 21 21 | K1 1 21 22  | K1 1 21 23  | K1 1 21 24  |
| TS26編成 | K1 1 21 25 | K1 1 21 26 | K1 1 21 27 | K1 1 21 28  | K1 1 21 29  | K1 1 21 30  |
| TS27編成 | K1 1 21 31 | K1 1 21 32 | K1 1 21 33 | K1 1 21 34  | K1 1 21 35  | K1 1 21 36  |
| TS28編成 | K1 1 21 37 | K1 1 21 38 | K1 1 21 39 | K1 1 21 40  | K1 1 21 42  | K1 1 21 42  |
| TS29編成 | K1 1 21 43 | K1 1 21 44 | K1 1 21 45 | K1 1 21 46  | K1 1 21 47  | K1 1 21 48  |
| TS30編成 | K1 1 21 49 | K1 1 21 50 | K1 1 21 51 | K1 1 21 52  | K1 1 21 53  | K1 1 21 54  |
| TS31編成 | K1 1 21 55 | K1 1 21 56 | K1 1 21 57 | K1 1 21 58  | K1 1 21 59  | K1 1 21 60  |

#### ギャラリー

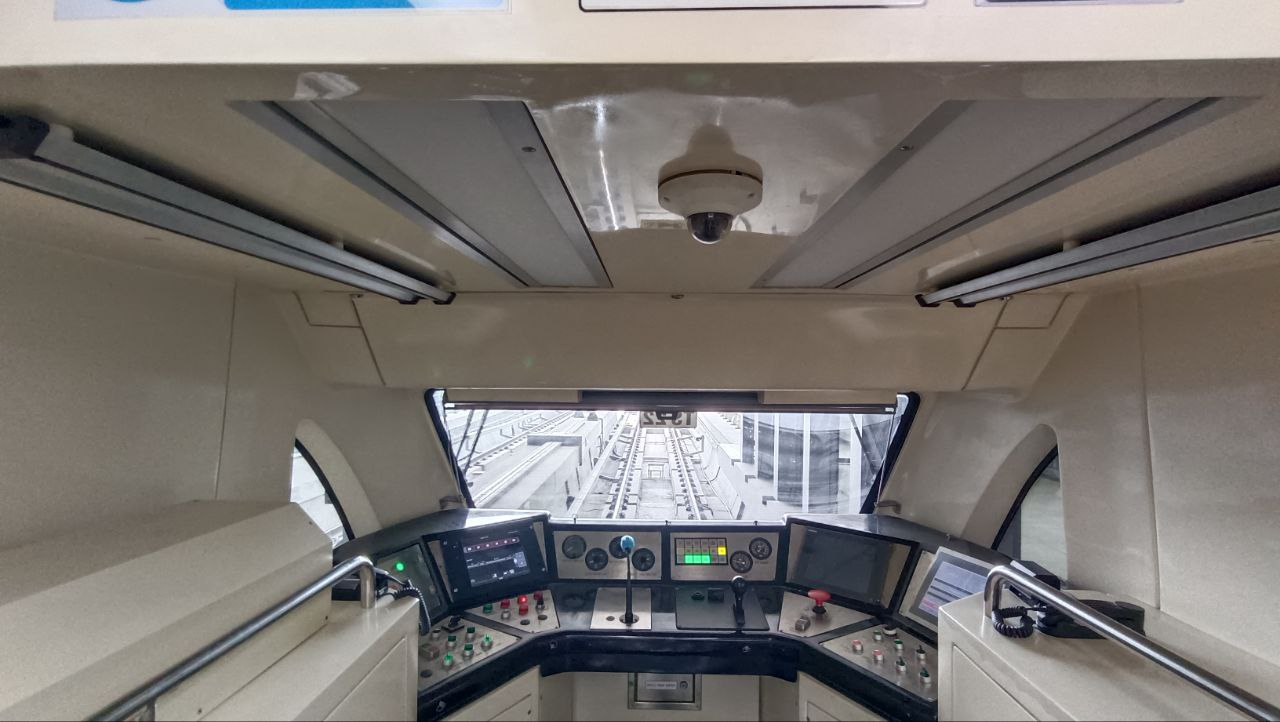
運転席からの前方展望
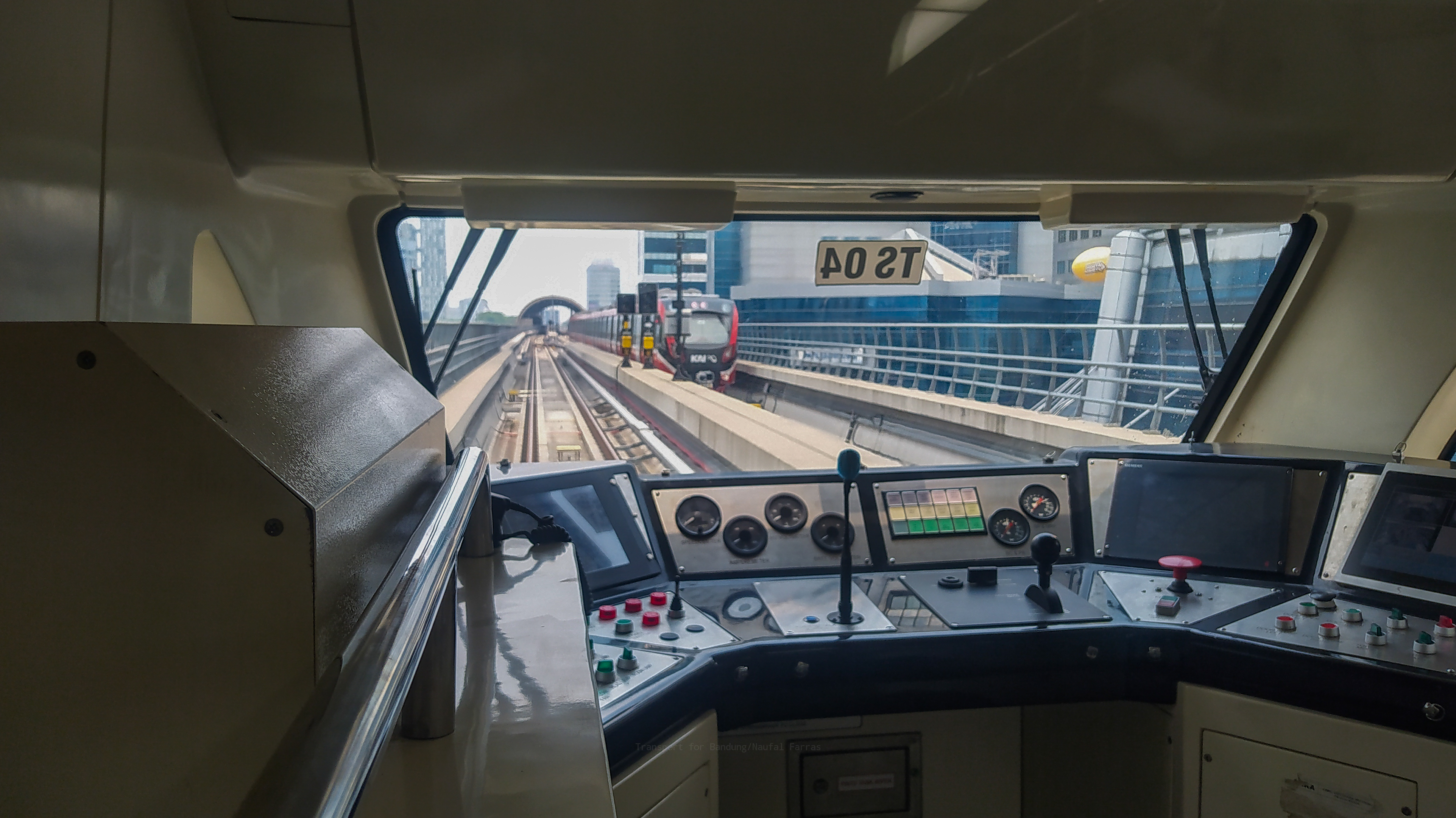
運転席からの前方展望(その2)
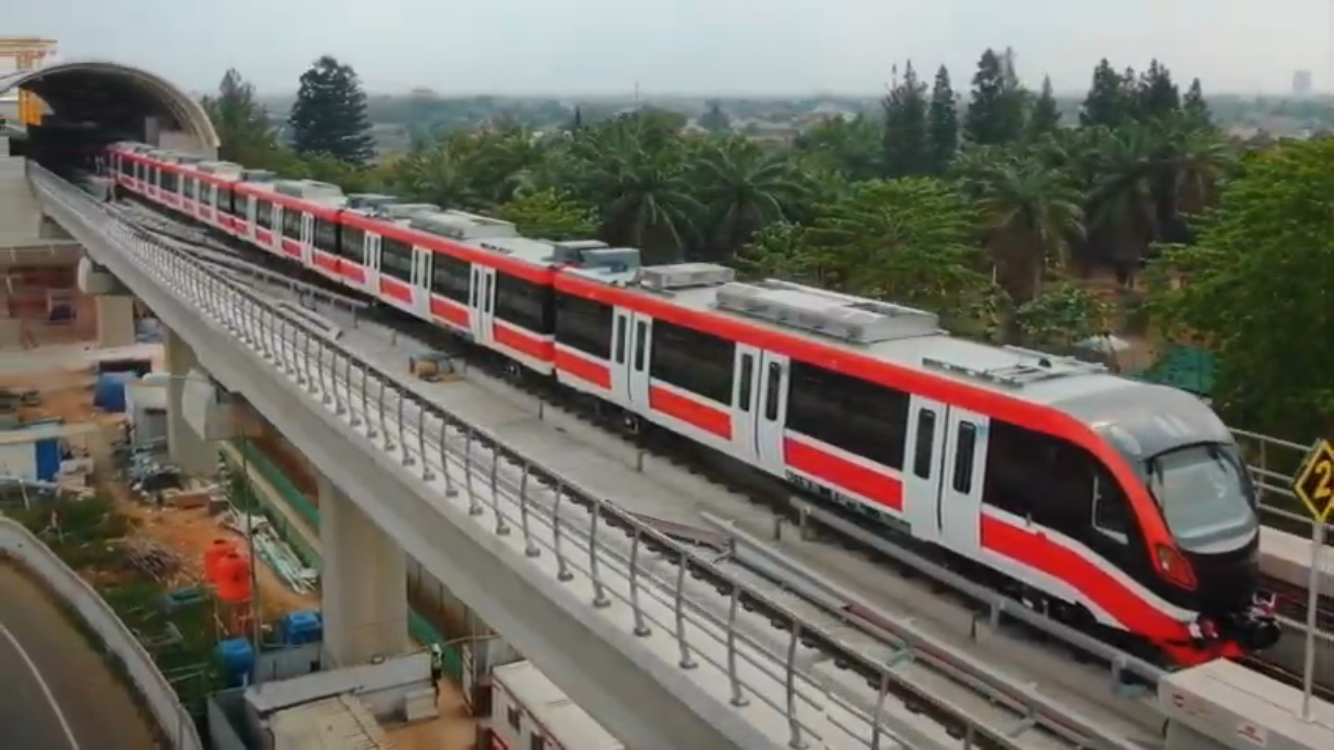
編成の全体図
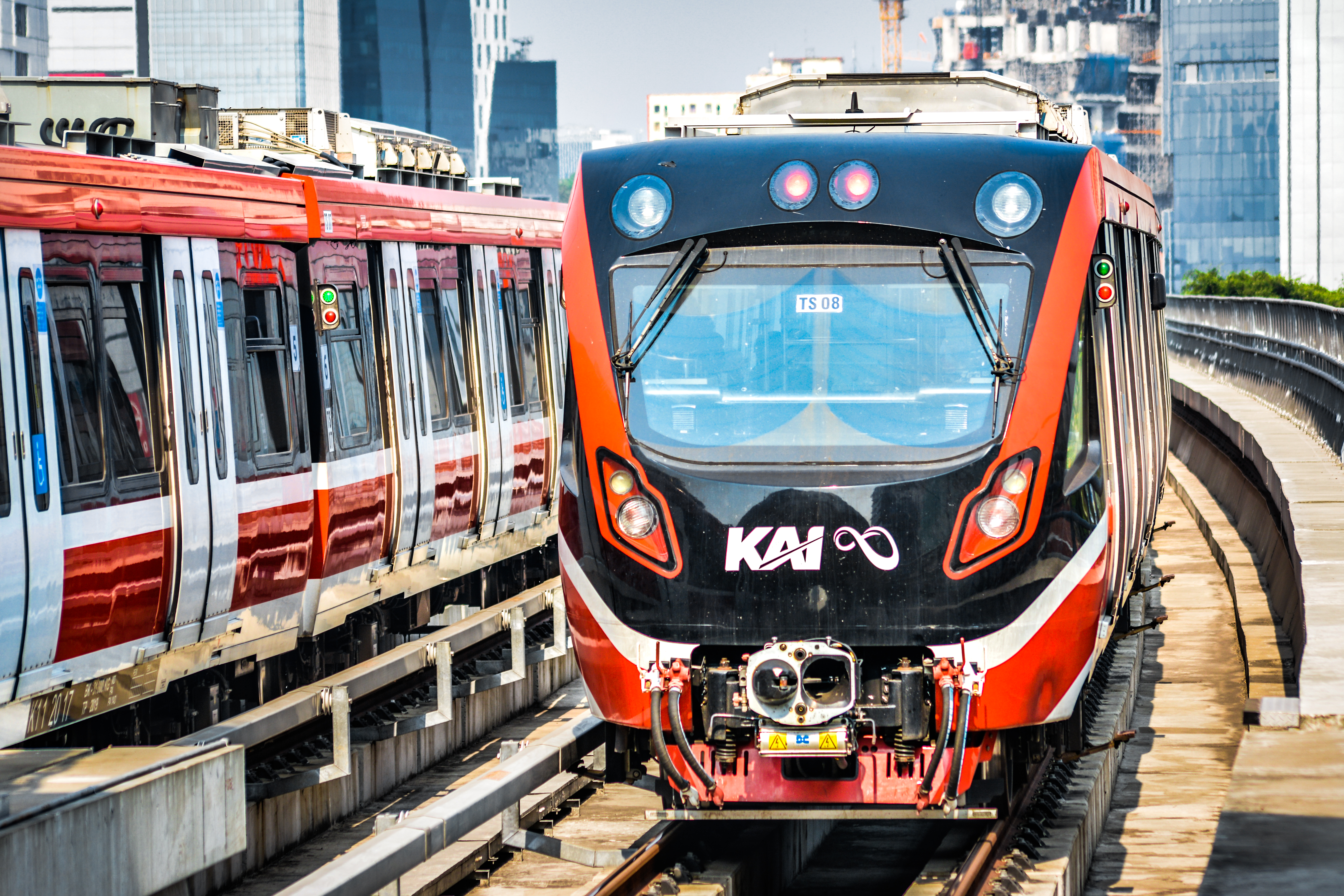
チココ駅に到着するLRT車両
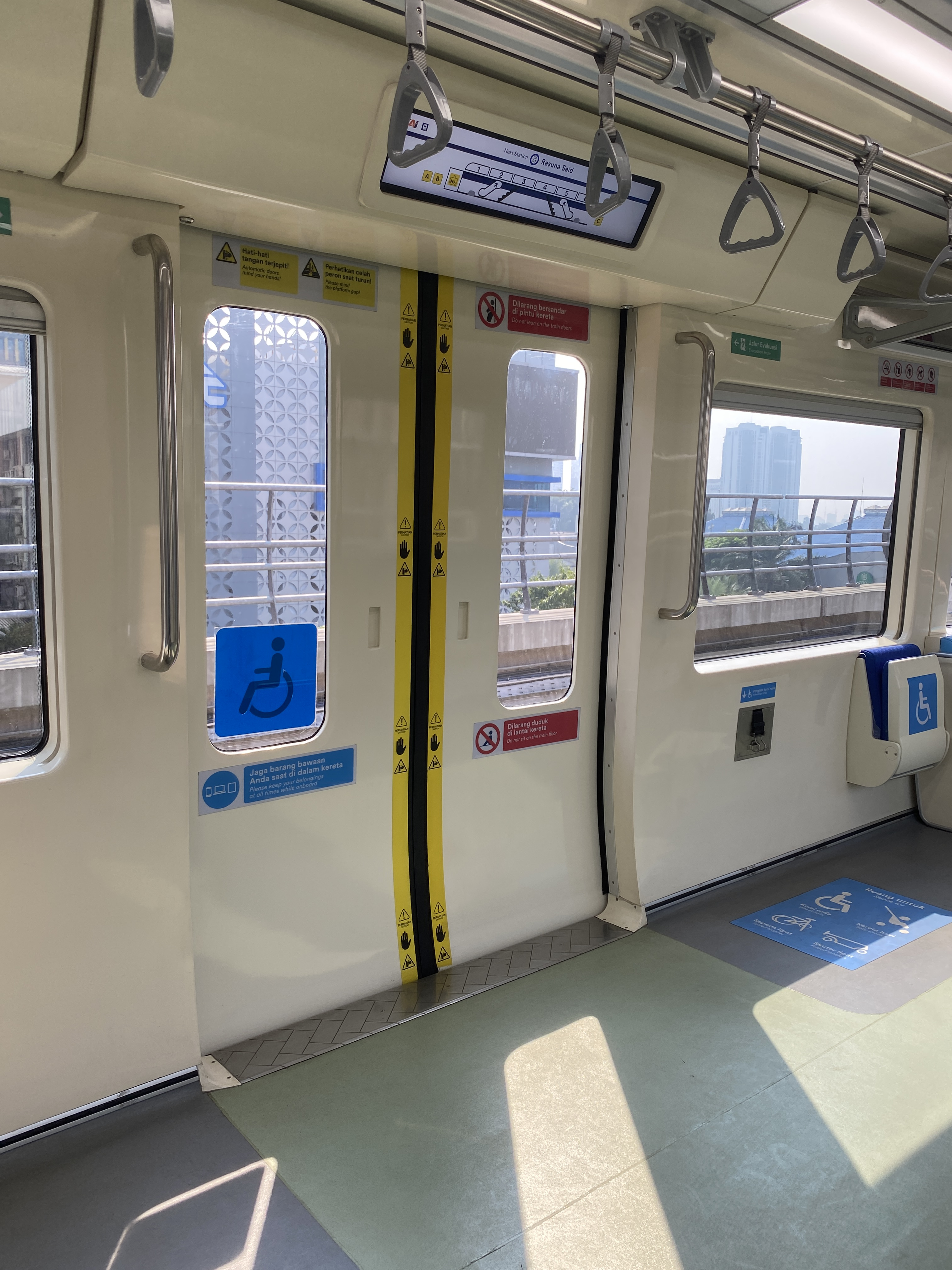
車両のドア周り
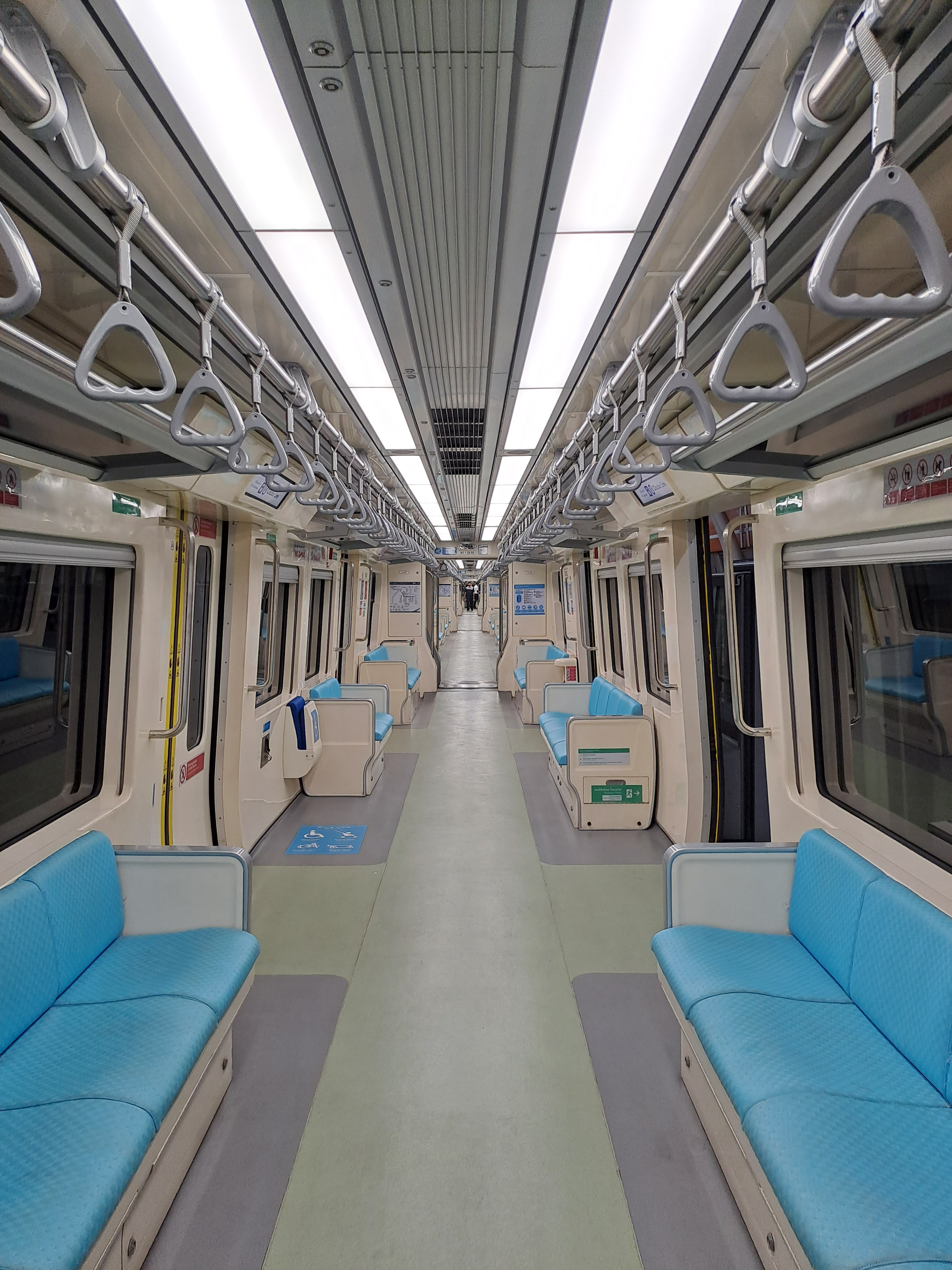
車内

## 事件・事故
- 2021年10月25日、チブブール線のハルジャムクティ - チラカス間で試運転を終えたTS29編成と前方に留置されていた試運転を終えたTS20編成の2列車が衝突した。幸いどちらの列車にも乗客はいなかった。車両入れ換え時の最高速度は時速5kmに規定されているが、留置車両に乗り上げるような形で衝突しており、速度超過していることが伺える。その結果、衝突に巻き込まれた2編成の列車は大きな損傷を受け、列車を運転していた運転手は軽傷を負った。NTSCは、この事故の原因はエンジニアが携帯電話をいじっていたことによる人為的ミスだと述べた[20][21]。
- 2023年8月30日、開業3日目に、数回の停電により、乗客は冷房装置が停止した車両に閉じ込められる事故が発生した[22]。